# Danmarks herrlandslag i vattenpolo
Danmarks herrlandslag i vattenpolo representerar Danmark i vattenpolo på herrsidan. Laget slutade på 16:e plats i Europamästerskapet 1991.

## Kända spelare (i urval)
- Torben Harder

### Fotnoter
1. ↑  Todor Krastev (20 mars 1991). ”Men Water Polo European Championship 1991 Athens (GRE) - 17-24.08 Winner Yugoslavia” (på engelska). Sport Statistics. Arkiverad från originalet den 29 juni 2015. https://web.archive.org/web/20150629105316/http://todor66.com/Water_Polo/Europe/Men_1991.html. Läst 27 juni 2015.